# Mesochorus meridionator
Mesochorus meridionator là một loài tò vò trong họ Ichneumonidae.